# 滴水崖石窟
滴水崖石窟，位于中国河北省张家口市后城村，为张家口市赤城县的一个省级文物保护单位，类型为石窟寺，公布时间为1993年7月15日。
滴水崖石窟的历史年代为明代。